# Bezirk Pöggstall

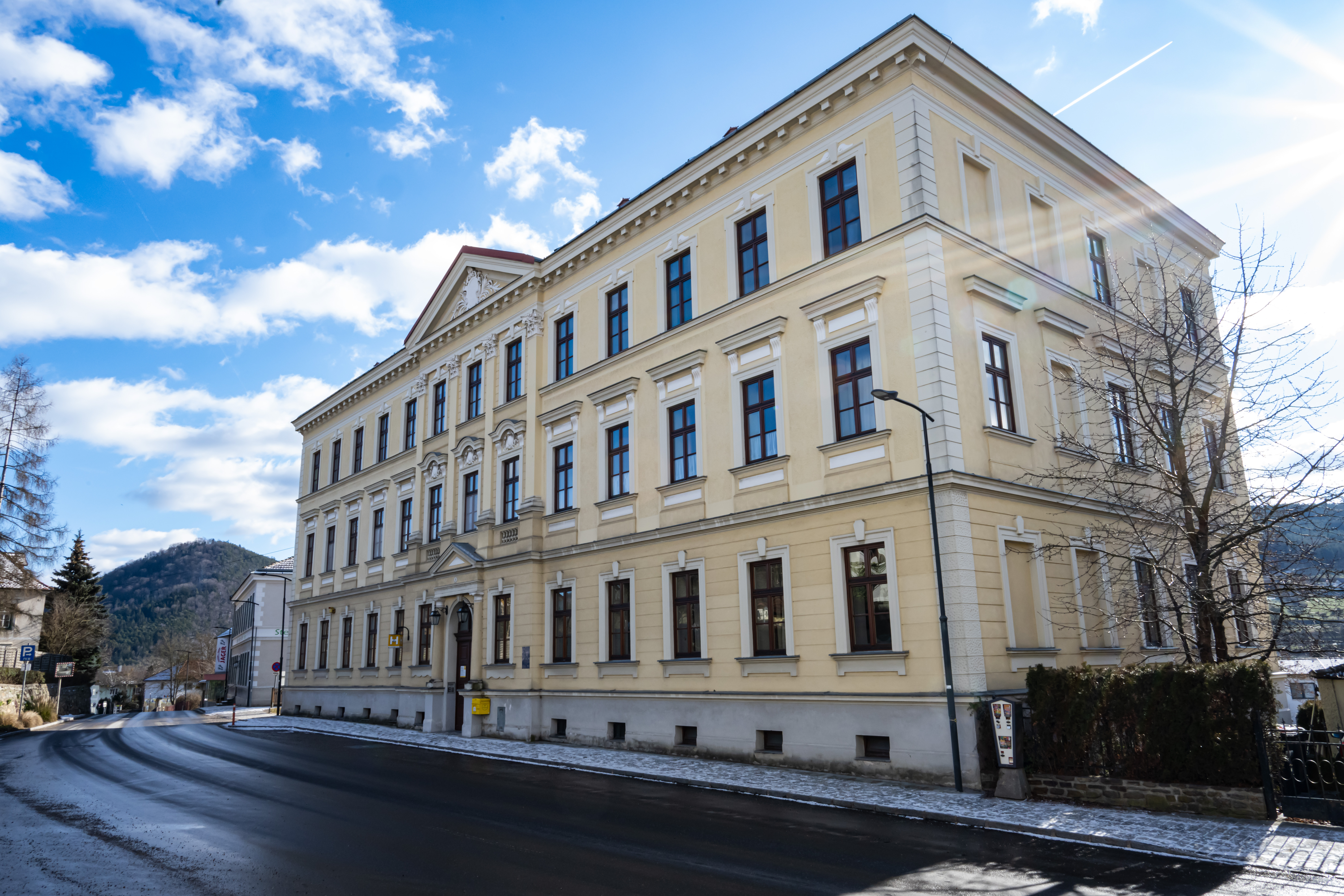
Gebäude der Bezirkshauptmannschaft Pöggstall

Der Bezirk Pöggstall war ein politischer Bezirk in Österreich und umfasste das südwestliche Waldviertel in Niederösterreich.

## Geschichte
Die Bezirkshauptmannschaft Pöggstall bestand von 1899 bis 1938. Ihr Sprengel wurde aus Teilen der Bezirke Amstetten (ehemaliger Gerichtsbezirk Persenbeug), Krems (ehemaliger Gerichtsbezirk Pöggstall) und Zwettl (ehemaliger Gerichtsbezirk Ottenschlag) gebildet.
Bereits 1934 gab es von der Landesregierung aus finanziellen Gründen Bestrebungen zur Auflassung der Bezirkshauptmannschaft, welche aber von der Bundesregierung nicht befürwortet wurden. 1938 wurde die Bezirkshauptmannschaft aufgelöst und auf die Bezirke Melk (ehemalige Gerichtsbezirke Persenbeug und Pöggstall) sowie Zwettl (ehemaliger Gerichtsbezirk Ottenschlag) aufgeteilt. Es war dies bis 2011 neben Gröbming die einzige Auflassung einer Bezirkshauptmannschaft, die nicht mit Gebietsveränderungen im Bereich Wien zusammenhing.

## Politische Expositur
Zunächst bestand in Pöggstall noch eine Außendienststelle, deren Amtsbereich 1939 um das Gebiet des Gerichtsbezirkes Ottenschlag verkleinert und die 1940 gänzlich aufgelöst wurde. 1945 wurde der Bezirk nicht mehr errichtet.
1950 wurde in Pöggstall eine politische Expositur der Bezirkshauptmannschaft Melk eingerichtet. Deren Amtsbereich umfasste aber nur mehr einen Teil des früheren Bezirkes (GB Ottenschlag blieb bei Zwettl, die an der Donau liegenden Gemeinden wurden nicht dem Sprengel der Expositur zugeschlagen). Nach der Errichtung der Melker Donaubrücke 1971 wurde die Expositur aufgelassen. Bis heute besteht in Pöggstall eine Außenstelle der Bezirkshauptmannschaft Melk, in der vor allem Standardgeschäftsfälle erledigt werden (z. B. Ausstellung von Reisedokumenten). Solche Dienststellen gibt es allerdings in mehreren Bezirken, sodass von einer Sonderstellung aufgrund des früheren Bezirkes nicht mehr gesprochen werden kann.

## Gliederung
Der ehemalige Bezirk umfasste die folgenden, heutigen Gemeinden:
- Albrechtsberg an der Großen Krems
- Artstetten-Pöbring*
- Bad Traunstein
- Bärnkopf
- Dorfstetten*
- Grafenschlag
- Großreinprechts als Teil der Gemeinde Lichtenau im Waldviertel
- Gutenbrunn
- Hofamt Priel
- Klein-Pöchlarn
- Kirchschlag
- Kottes-Purk
- Marbach an der Donau
- Maria Taferl
- Martinsberg
- Münichreith-Laimbach*
- Ottenschlag
- Nöchling
- Persenbeug-Gottsdorf
- Pöggstall*
- Raxendorf*
- Sallingberg
- Sankt Oswald*
- Schönbach
- Weiten*
- Yspertal*

Die mit * bezeichneten Gemeinden gehörten von 1951 bis 1971 zur Politischen Expositur, von Artstetten-Pöbring nur Teile (ehemalige Gemeinden bis zu deren Fusion mit der genannten Gemeinde).